# Faisal al Arabiei Saudite
Faisal bin Abdulaziz Al Saud (în arabă فيصل بن عبدالعزيز آل سعود, transliterat: Fayṣal ibn ‘Abd al-‘Azīz Āl Su‘ūd‎, n. 14 aprilie 1906, Riad, Arabia Saudită – d. 25 martie 1975, Riad, Arabia Saudită) a fost regele Arabiei Saudite. A fost fiul regelui Ibn Saud.
A mai deținut și funcțiile de guvernator al provinciei Hidjaz (începând cu 1926) și de ministru de externe (din 1930).